# 苏东坡 (2012年电视剧)
《苏东坡》，2012年中国大陆播出的古装剧，讲述了北宋大文豪苏轼波澜壮阔、精彩斑斓的人生，主演是陆毅、林心如。

## 剧情
北宋嘉佑二年，眉州眉山考生苏洵（今四川省眉山市）带着自己的两个儿子：苏轼、苏辙进京（进京，不是北京城，而是汴梁，今河南省开封市）赶考，得中进士 。
苏轼的父亲苏洵以《六国论》名震汴梁，父子的名声开始流传天下。
苏轼虽然文采出众，但是思想保守，宋神宗时期熙宁五年，他上书反对王安石变法，从祠部员外郎贬为外放的杭州通判，三年后移知密州、徐州、湖州。熙宁十年，他又到徐州任职。
元丰二年，苏轼转入乌台诗案，幸亏朋友积极出面才救回性命。苏轼再次被贬到黄州，并且认识了大和尚佛印。
宋哲宗即位后，高太皇太后垂簾聽政，保守派司马光等得势，苏轼被召回朝廷，但是又因为反对司马光等人的行为而被保守派排挤。
绍圣元年，苏轼再次被贬到惠州、儋州（今海南岛）。
元符三年，宋徽宗即位，被安置於常州，在常州去世。

## 演员
| 演员                | 角色     | 备注 |
| 陆毅                | 苏轼     | 字子瞻，号东坡居士，北宋文学家、政治家，诗词书法无一不精。唐宋八大家之一。宋四家之首。                                                     |
| 宋昊林              | 苏辙     | 字子由，苏轼的亲弟弟，北宋文学家、政治家，唐宋八大家之一。                                                                                 |
| 牛飘                | 苏洵     | 字明允，自号老泉，苏轼和苏辙的父亲，北宋文学家，与其子合称“三苏”，唐宋八大家之一。                                                         |
| 林心如              | 王弗     | 苏轼第一任妻子，眉州青神人，进士王方的女儿，蘇軾之元配妻子，年仅16岁就嫁给19岁的苏轼，生子苏迈。                                           |
| 韩雨芹              | 王閏之   | 字季璋，苏轼第二任妻子，王介的女儿，王弗堂妹，蘇軾之繼室，和苏轼生有苏迨、苏过。                                                           |
| 萨日娜              | 曹太后   | 宋仁宗的第二位皇后。 |
| 李强                | 宋仁宗   | 北宋第四代皇帝赵祯，初名赵受益。民間傳說狸貓換太子源自於他。                                                                               |
| 何伟                | 王安石   | 字介甫，号半山，北宋著名的思想家、改革家、文学家、政治家，主持“王安石变法”。唐宋八大家之一。                                               |
| 苏再强              | 司马光   | 字君实，号迂叟。北宋文学家、史学家、政治家，反对“王安石变法”。                                                                             |
| 申军谊              | 范镇     | 字景仁，华阳人，政治人物，反对变法。 |
| 王诗槐              | 欧阳修   | 字永叔，号醉翁、六一居士，北宋政治家、文学家，且在政治上负有盛名。唐宋八大家之一。                                                         |
| 杨冬                | 巢谷     | 字元修，苏轼、苏辙挚友。 |
| 王晓晨              | 王朝云   | 字子霞，苏轼第三任妻子、侍妾，红颜知己。                                                                                                   |
| 刘长纯              | 章惇     | 字子厚，号大涤翁，苏轼好友，后因政见不同分道扬镳。                                                                                         |
| 赵晋                | 张璪     | 字邃明，苏轼同年进士。 |
| 赵超                | 宋神宗   | 北宋第六代皇帝赵顼，初名仲针。 |
|                     | 宋英宗   | 北宋第五代皇帝赵曙，原名赵宗实。 |
| 石爻                | 高皇后   | 英宗皇后。 |
| 王力                | 宋哲宗   | 北宋第七代皇帝赵煦，原名赵佣。 |
| 李峰                | 秦观     | 字少游，一字太虚。别号邗沟居士，北宋文学家、词人。                                                                                         |
| 柳玉林              | 王珪     | 字禹玉，北宋宰相、文学家。 |
| 薛中锐              | 韩琦     | 字稚圭，自号赣叟，北宋政治家。 |
| 郭冬临              | 佛印     | 俗姓林，名了元，字覺老，一說姓謝名端卿，云门宗僧，苏轼好友。                                                                               |
| 刘亚津              | 蔡京     | 字元长，北宋权相之一、书法家，以贪渎闻名。                                                                                                 |
| 周波                | 蔡卞     | 北宋书法家。蔡京之弟，王安石之婿。 |
| 张京海              | 蔡确     | 字持正，尚权谋，为王安石变法的中坚人物。                                                                                                   |
| 杨亚星              | 杨小莲   | 边将杨云清之女，苏轼红颜知已。 |
| 康群智              | 苏姑母   | 苏氏兄弟表姑，乳母。 |
| 周媛媛              | 程夫人   | 苏洵妻子，苏轼，苏辙母亲。 |
| 蒋志刚              | 苏迈     | 字维康，苏轼长子。 |
| 高岱                | 苏迨     | 字仲豫，初名叔寄、竺僧，苏轼次子。 |
| 晋晗宁 幼年：邓若男 | 苏过     | 字叔党，苏轼幼子。 |
| 夏志祥              | 程颐     | 字正叔，世称伊川先生，北宋理学家和教育家。                                                                                                 |
| 张贵生              | 陈希亮   | 字公弼，曾任开封府判官等职，忠于职守，嫉恶如仇。                                                                                           |
| 宋嵩                | 陈慥     | 字季常，陈希亮第四子，号龙丘先生，苏轼好友。                                                                                               |
| 夏丹丹              | 柳月娥   | 陈季常妻子，彪悍厉害，被戏称为河东狮吼。                                                                                                   |
| 彭刚                | 曾巩     | 字子固，北宋散文家、史学家、政治家。唐宋八大家之一。                                                                                       |
| 赵艺然              | 曾布     | 字子宣，曾巩异母弟，曾任北宋右相。 |
| 李东生              | 吴复古   | 号远游，云游四方，广交学人，与苏氏兄弟交好。                                                                                               |
| 张大寗              | 参寥子   | 原名陈凤，后成一代名僧，苏轼好友。 |
| 陈永健              | 黄庭坚   | 字鲁直，号山谷道人，晚号涪翁，北宋著名文学家、政治家、书法家、诗人。与张耒、晁补之、秦观都游学于苏轼门下，合称为“苏门四学士”。宋四家之一。 |
| 于鸿州              | 王巩     | 字定国，号清虚先生，苏轼好友，正直豪气，因乌台诗案受牵连。                                                                                 |
| 张婧                | 史云     | 苏辙妻子，贤良大方。 |
| 尚铁龙              | 李定     | 字资深，为王安石变法派一员，奸诈狡猾，因不孝而臭名远扬。                                                                                   |
| 王中道              | 吕大防   | 字微仲，蓝田吕氏四贤之一。 |
| 韩剑光              | 张茂则   | 字平甫，内都知。 |
| 戴明                | 赵抃     | 字阅道，殿中侍御史，号称铁面御史。 |
| 邓林                | 吕惠卿   | 字吉甫，政治家改革家，参知政事，王安石变法中坚力量。                                                                                       |
| 徐风                | 范纯仁   | 字尧夫，范仲淹次子，人称布衣宰相。 |
| 霍尔查              | 刘挚     | 字莘老，尚书右仆射，刚直不阿。 |
| 张原荣              | 邓绾     | 字文约，北宋官吏。 |
| 包海龙              | 王诜     | 字晋卿，驸马都尉，苏轼好友。能书画属文，工于棋。                                                                                           |
| 李竹                | 米芾     | 字元章，著名书法家，画家，书画理论家，宋四家之一。                                                                                         |
| 丁建军              | 吕诲     | 字献可，英宗时任御史中丞。 |
| 邓鸣                | 王岩叟   | 字彦霖，宋朝状元，书法家。 |
| 孙德成              | 胡宿     | 字武平，历任翰林学士、枢密副使等 。 |
| 侯迪                | 刘畿     | 字伯寿，号玉华庵主，仁宗朝进士 。 |
| 胡战利              | 王觌     | 字明叟，徽宗时任御史中丞，一身正气 。 |
| 王翔                | 舒亶     | 字信道，号懒堂，状元，授临海尉。乌台诗案制造者之一。                                                                                       |
| 李飒                | 梁惟简   | 内侍。 |
| 张俊杰              | 王彭     | 凤翔武吏。 |
| 潘小千              | 徐君猷   | 黄州知州。 |
| 侯弢                | 吴贵     | 黄州通判。 |
| 张新荣              | 杨伍氏   | 杨小莲母亲。 |
| 郭言                | 曹勇     | 难民。 |
| 宋禹                | 王二     | 难民。 |
| 王中和              | 王老汉   | 难民。 |
| 陶吉斯              | 曲贵年   | 仁惠堂堂主。 |
| 昂扬                | 王喜     | 村民。 |
| 王波                | 麦子青   | 苏轼师爷。 |
| 汤志红              | 维琳长老 | 径山长老，杭州某寺院住持。 |
| 贾蒙黛              | 阿珠     | 黎族女孩。 |
| 张娜                | 杜氏     | |
| 常虹                | 范英     | |

## 制作
电视剧总计投入达3000万元。
该剧是中国广电总局认定的向中共十八大献礼的电视剧，历经8年的艰辛审核才得以面世。
萨日娜此次出演的是母仪天下的曹太后。
林心如出演王弗，则是陆毅亲自选定的。

## 评价
中国重大革命历史题材影视创作领导小组对该剧的评价是：“该剧生动表现了苏东坡为政清廉、造福百姓、著书立说、正直旷达的伟大人生，涉及重大历史史实基本无误，重要历史人物定位基本正确。全剧成功地做到了历史真实和艺术真实的结合，人物形象鲜明，对于弘扬中华民族优秀传统文化具有十分积极的意义。”
中国文联原副主席李准：“这是近几年来历史题材电视剧中拍得相当成功的一部作品，新鲜、真实、厚重，雅俗共赏又有现实意义。”

## 脚注
1. ↑  进士中国古代科举制度中，通过最后一级考试者，称为进士，是古代科举殿试及第者之称，意为可以进授爵位之人。

## 外部连接
- 豆瓣电影上《苏东坡》的資料 （简体中文）
- 《苏东坡》专题 （页面存档备份，存于） CCTV8